# Sinterklaasjournaal (2021)
Het Sinterklaasjournaal in 2021 was het eenentwintigste seizoen van het Sinterklaasjournaal en werd gepresenteerd door Dieuwertje Blok. 

## Verhaallijn
Er wordt druk gewerkt aan het klaarmaken van het Grote Pietenhuis voor de intocht van zaterdag, maar bouwbedrijf Broddelwerk wil de bestrating voor het Pietenhuis en even later ook op de kade waar de stoomboot aankomt verwijderen.  Op de stoomboot duiken er allemaal voorwerpen van chocolade op. Het is werk van Chocopiet. Luisterpiet verstaat niet alles goed en zit daarom op de stoomboot. Daarnaast lijkt het erop dat Sinterklaas en zijn paard Ozosnel niet aan boord zijn. Het bleek dat Sinterklaas al in het land was samen met Paardenpiet om de taak van de Luisterpiet over te nemen. Hij ging zelf luisteren wat de kinderen graag zouden willen hebben om dat vervolgens in het grote boek te schrijven. Hij ging zelf op zijn paard naar het Grote Pietenhuis, waar kinderen van gemeenten in heel Nederland hem cadeaus gaven. Een van deze cadeaus was een groot kunstwerk van stoepkrijt dat door vele kinderen was gemaakt. Hiervoor bleek bouwbedrijf Broddelwerk de bestrating voor het Pietenhuis en op de kade waar de stoomboot zou aanmeren te hebben verwijderd. Zo kon het kunstwerk hier netjes worden neergelegd, net als een legpuzzel.
De stoomboot bleek echter stil te liggen in het water, omdat Piet de Smeerpoets de stoommachine die de boot aandreef, uit elkaar had gehaald om deze schoon te maken. Bij het weer in elkaar zetten, bleek echter dat er een klein tandwieltje ontbrak. Dit bleek te zijn zoekgeraakt bij het inladen van de cadeaus. Piet de Smeerpoets bleek gelukkig het wieltje te kunnen vinden en de stoomboot kon weer varen. Even later viel de stoommachine weer uit en stond de boot weer stil. Het wieltje dat Piet de Smeerpoets had gevonden, bleek van chocolade te zijn gemaakt en door de hitte van de stoommachine te zijn gesmolten. Daar hadden de Pieten dus niks aan en dus gingen ze verder zoeken. Ze vonden meer dezelfde wieltjes, maar ook die bleken van chocolade te zijn gemaakt. Na lang zoeken wisten ze dan eindelijk het echte wieltje te vinden en toen Piet de Smeerpoets dit op de stoommachine had gemonteerd, kon de boot dan eindelijk weer verder varen. Zo kwam de stoomboot dan toch nog veilig aan in Nederland, volgeladen met pakjes.
Piet de Smeerpoets repareerde de deur van het pakjesruim. De deur viel daarbij in het slot. Door het sleutelgat zagen de Pieten de sleutel in het pakjesruim liggen. Hierdoor konden de pieten niet meer bij de pakjes. De hoofdpiet hield een persconferentie omdat het aantal lege schoenen te snel opliep. Daarom werden er nieuwe cadeautjes besteld die eerst alleen aan de oudere mensen gegeven werden. Paardenpiet vierde de verjaardag van Ozosnel op 19 november. Alleen paarden waren uitgenodigd en werden door hun eigenaren naar het feest gebracht waar ze een nacht mochten blijven slapen in de stal bij Ozosnel. De volgende ochtend bleek Ozosnel vermist te zijn en gingen de Pieten op zoek. Uiteindelijk stonden er verschillende paarden in de stal, maar geen van alle leken op Ozosnel.
De Luisterpiet kreeg diverse functies elders, zonder succes. Het bleek dat Luisterpiet en Chocopiet samen een Babypietje hebben en de Luisterpiet 's nachts voor de baby wilde zorgen. De Hoofdpiet stuurde hem 's nachts mee de daken op omdat hij de Chocopiet wel goed kon horen. Babypietje gaat 's nachts mee en slaapt bij mensen thuis. De Hoofdpiet ontdekte de geheime babykamer in het Grote Pietenhuis en zorgde een tijdje voor de Babypiet.
Uiteindelijk liep alles goed af. De Babypiet vond Ozosnel op een dak. Toen de Chocopiet een chocoladesleutel aan Babypiet wilde geven, bleek het de echte sleutel van het pakjesruim te zijn. De sleutel in het pakjesruim bleek een kopie van chocolade. Sinterklaas verscheurde de ontslagbrief van de Hoofdpiet. Het Sinterklaasfeest kon gewoon doorgaan.

## Rolverdeling
| Rol                                                          | Naam                 |
| ------------------------------------------------------------ | -------------------- |
| Presentatrice                                                | Dieuwertje Blok      |
| Verslaggever                                                 | Jeroen Kramer        |
| Verslaggeefster                                              | Rachel Rosier        |
| Sinterklaas                                                  | Stefan de Walle      |
| Hoofdpiet                                                    | Niels van der Laan   |
| Wellespiet                                                   | Dick van den Toorn   |
| Boekpiet                                                     | Marc Nochem          |
| Reservepiet                                                  | Pim Muda             |
| Proefpiet                                                    | Leon van der Zanden  |
| Vergeetpiet                                                  | John Jones           |
| Luisterpiet                                                  | Joep Onderdelinden   |
| Malle Pietje                                                 | Owen Schumacher      |
| Verdwaalpiet                                                 | Mingus Dagelet       |
| Piet de Smeerpoets                                           | Han Oldigs           |
| Piet                                                         | Julia Akkermans      |
| Rijmpiet                                                     | Jeroen Spitzenberger |
| Chocopiet                                                    | Rosa da Silva        |
| Paardenpiet                                                  | Jade Olieberg        |
| Rijmpiet                                                     | Jip Smit             |
| Postbode                                                     | Theo Schouwerwou     |
| Jan Boel                                                     | Bert Visscher        |
| Helma Boel                                                   | Brigitte Kaandorp    |
| Gastrollen                                                   |                      |
| Bouwbedrijf Broddelwerk                                      | Remco Veldhuis       |
| Bouwbedrijf Broddelwerk                                      | Richard Kemper       |
| Burgemeester Constant Starnakel van Gemeente Lazerom         | Klaas Dijkhoff       |
| Dirigent fanfare Mijl op Zeven                               | Cor Bakker           |
| Robert Puik                                                  | Rob Geus             |
| Mevrouw Bukkum                                               | Merel Westrik        |
| Meneer en mevrouw Zoetekauw                                  | Matijs Jansen        |
| Meneer en mevrouw Zoetekauw                                  | Annette Barlo        |
| Meneer en meneer Hoefnagel                                   | Richard Groenendijk  |
| Meneer en meneer Hoefnagel                                   | Reinout Bussemaker   |
| Mensen die hun paard naar de verjaardag van Ozosnel brachten | Samantha Steenwijk   |
| Mensen die hun paard naar de verjaardag van Ozosnel brachten | Anky van Grunsven    |
| Mensen die hun paard naar de verjaardag van Ozosnel brachten | Bas Muijs            |
| Mensen die hun paard naar de verjaardag van Ozosnel brachten | Matteo van der Grijn |
| Meneer de Vries                                              | Stefano Keizers      |
| Instructeur van turnvereniging Het Vogelnest                 | Sjoerd van Ramshorst |
| Mevrouw Wammes                                               | Sytske van der Ster  |
| Ontwikkelaar bezorgapp Pep-r-nut Michael Speed               | Nabil Aoulad Ayad    |
| Bezorger Pep-r-nut Steven Snel                               | Rayen Panday         |
| Boer                                                         | Patrick Stoof        |
| Meneer Schoen                                                | Theo Maassen         |
| Vader van Wolfje                                             | Renze Klamer         |
| Moeder van Lucy                                              | Fidan Ekiz           |
| Wethouder Van Zanten                                         | Eelco Smits          |
| Beeldhouwer Jacqueline Hak                                   | Ottolien Boeschoten  |
| Opa John                                                     | Han Peekel           |
| Door Draver uit Kortenhoef                                   | Claudia de Breij     |
| Vrouw van Door                                               | Renate Reijnders     |
| Joop Muskiet (paparazzo)                                     | Micha Hulshof        |
| Trudy van Slag                                               | Marisa van Eyle      |
| Politieagenten                                               | Loek Peters          |
| Politieagenten                                               | ?                    |
| Mevrouw die haar eigen straatje schoonveegt                  | Joke Bruijs          |
| Journalisten tijdens de persconferenties                     | Joost Vullings       |
| Journalisten tijdens de persconferenties                     | Rutger Castricum     |
| Journalisten tijdens de persconferenties                     | Twan Huys            |
| Journalisten tijdens de persconferenties                     | Jaïr Ferwerda        |
| Journalisten tijdens de persconferenties                     | Maaike Timmerman     |
| Journalisten tijdens de persconferenties                     | Kefah Allush         |
| Journalisten tijdens de persconferenties                     | Roos Moggré          |

## Wetenswaardigheden
- De Sinterklaastijd van 2021 viel - net als het jaar ervoor - in de coronatijd. Een landelijke intocht met publiek kwam in dit seizoen dan ook niet voor.[2]

- Het Grote Pietenhuis bevond zich evenals in 2020 weer in paleis Soestdijk. Als Sinterklaas in het land is, dan wappert de vlag op het paleis, vergelijkbaar met de koninklijke standaard op paleis Huis ten Bosch. Sinterklaas en Pieten hielden ook een fotomoment, net als de koning en zijn gezin.
- Het geflopte tv-programma ‘Showcolade’ werd op de hak genomen door het plots opduiken van allerlei voorwerpen die echt lijken, maar van chocola bleken te zijn, net zoals in het programma.[3]
- Met de functies elders van Luisterpiet werd ingespeeld op de inhoud van notities van verkenner Kajsa Ollongren die per ongeluk voor de pers zichtbaar werden met de tekst ‘Positie Omtzigt functie elders’.[4] Het zichtbaar maken van notities door Sinterklaas werd ook daarop ingespeeld.
- De persconferenties van de Hoofdpiet speelden in op de persconferenties tijdens de Coronacrisis in Nederland. Het feit dat eerst de oudere mensen de nieuwe cadeautjes kregen speelde in op de vaccinaties tegen het coronavirus, die ook eerst aan de oudere mensen werden gegeven.
- Matijs Jansen en Annette Barlo speelden nu man en vrouw, eerst speelden ze in de serie Oppassen!!! broer en zus. Het was de eerste keer sinds het einde van Oppassen!!! dat ze weer samen speelden.

2001 · 2002 · 2003 · 2004 · 2005 · 2006 · 2007 · 2008 · 2009 · 2010 · 2011 · 2012 · 2013 · 2014 · 2015 · 2016 · 2017 · 2018 · 2019 · 2020 · 2021 · 2022 · 2023 · 2024